# Voie de sauvetage des nucléotides
Une voie de sauvetage est une voie métabolique par laquelle des nucléotides puriques et pyrimidiques sont synthétisés à partir d'intermédiaires de dégradation des nucléotides.
Ces voies métaboliques permettent de récupérer des bases nucléiques et des nucléosides formés lors de la dégradation de l'ARN et de l'ADN. Ceci est important dans certains cas car tous les tissus ne peuvent pas réaliser la synthèse de novo des nucléotides.
Les bases ainsi récupérées et les nucléosides formés peuvent alors être convertis en nucléotides.

## Pyrimidines
L'uridine phosphorylase forme de l'uridine à partir d'uracile et de ribose-1-phosphate. L'uridine kinase intervient alors pour phosphoryler l'uridine en uridine monophosphate à partir d'ATP.
La thymidine phosphorylase et la thymidine kinase agissent de même sur la thymine pour former de la thymidine à partir de 2-désoxyribose-1-phosphate puis pour phosphoryler la thymidine en thymidine monophosphate (TMP).

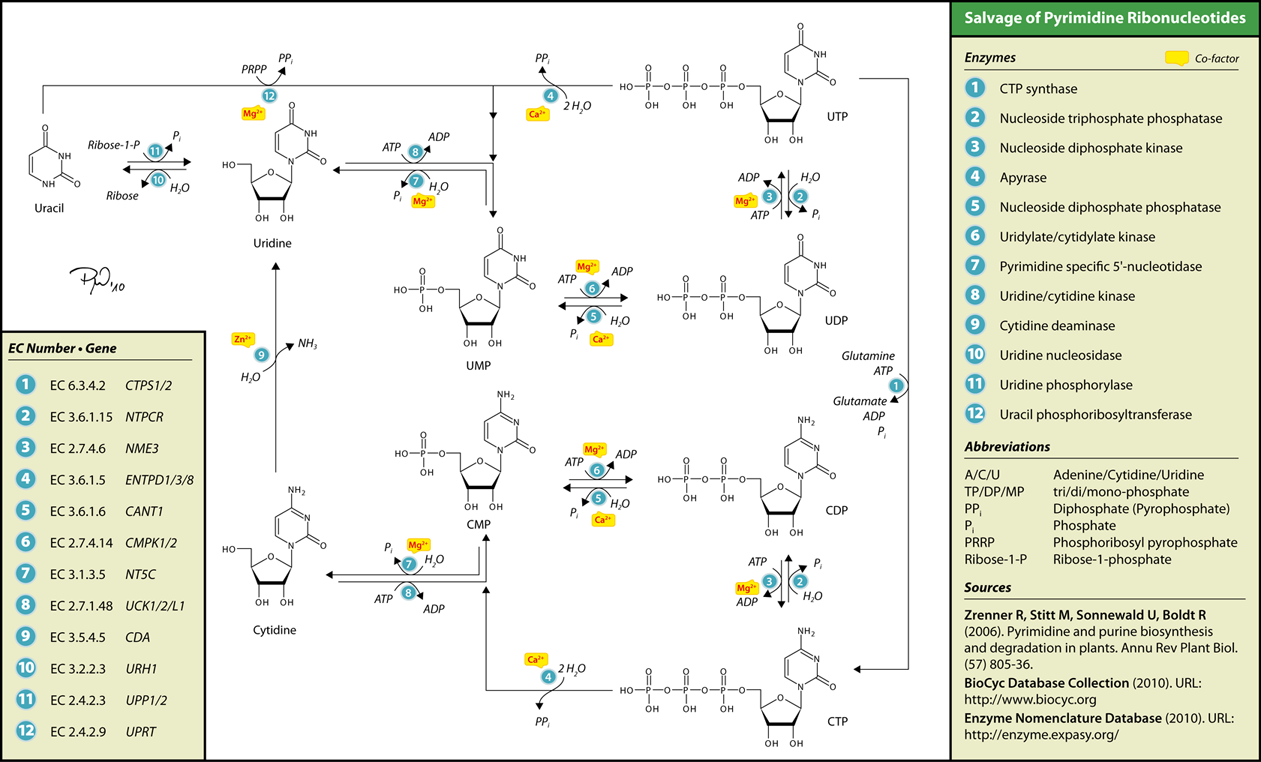
Voies de sauvetage des nucléotides pyrimidiques.

## Purines
Des phosphoribosyltransférases forment des nucléotides monophosphates à partir de bases puriques et de phosphoribosylpyrophosphate (PRPP). Il existe deux types de phosphoribosyltransférases : l'adénine phosphoribosyltransférase (APRT), qui forme de l'AMP à partir d'adénine, et l'hypoxanthine-guanine phosphoribosyltransférase (HGPRT), qui forme de l'IMP et de la GMP à partir d'hypoxanthine et de guanine.
La déficience en HGPRT est responsable du syndrome de Lesch-Nyhan.